# Гилер (коммуна)
Гиле́р (фр. Guilers) — коммуна на северо-западе Франции, находится в регионе Бретань, департамент Финистер, округ Брест, кантон Брест-4. Пригород Бреста, расположен в 7 км к северо-западу.
Население (2019) — 8 061 человек. 

## Достопримечательности
- Церковь Святого Валентина
- Усадьба Керуаль XVI века в стиле Ренессанс с прудом и парком

## Экономика
Структура занятости населения:
- сельское хозяйство — 5,9 %
- промышленность — 6,8 %
- строительство — 14,5 %
- торговля, транспорт и сфера услуг — 28,3 %
- государственные и муниципальные службы — 44,5 %

Уровень безработицы (2018) — 8,9 % (Франция в целом —  13,4 %, департамент Финистер — 12,1 %). 

Среднегодовой доход на 1 человека, евро (2018) — 23 130 (Франция в целом — 21 730, департамент Финистер — 21 970).

## Демография
Динамика численности населения, чел.

## Администрация
Пост мэра Гилера с 2008 года занимает Пьер Огор (Pierre Ogor), член Совета департамента Финистер от кантона Брест-4.  На муниципальных выборах 2020 года возглавляемый им правый список победил в 1-м туре, получив 52,32 % голосов.
| Период | Период | Фамилия     | Партия                  | Примечания                            |
| ------ | ------ | ----------- | ----------------------- | ------------------------------------- |
| 1942   | 1971   | Шарль Ле Ир |                         |                                       |
| 1971   | 1995   | Луи Баллар  | Разные правые           |                                       |
| 1995   | 2006   | Жан Мобьян  | Социалистическая партия | член Генерального совета департамента |
| 2006   | 2008   | Мишель Биле | Социалистическая партия | инженер группы Thales                 |
| 2008   |        | Пьер Огор   | Разные правые           | ремесленник, член Совета департамента |

## Города-побратимы
- Баллихонис, Ирландия
- Баучина, Италия

## Галерея

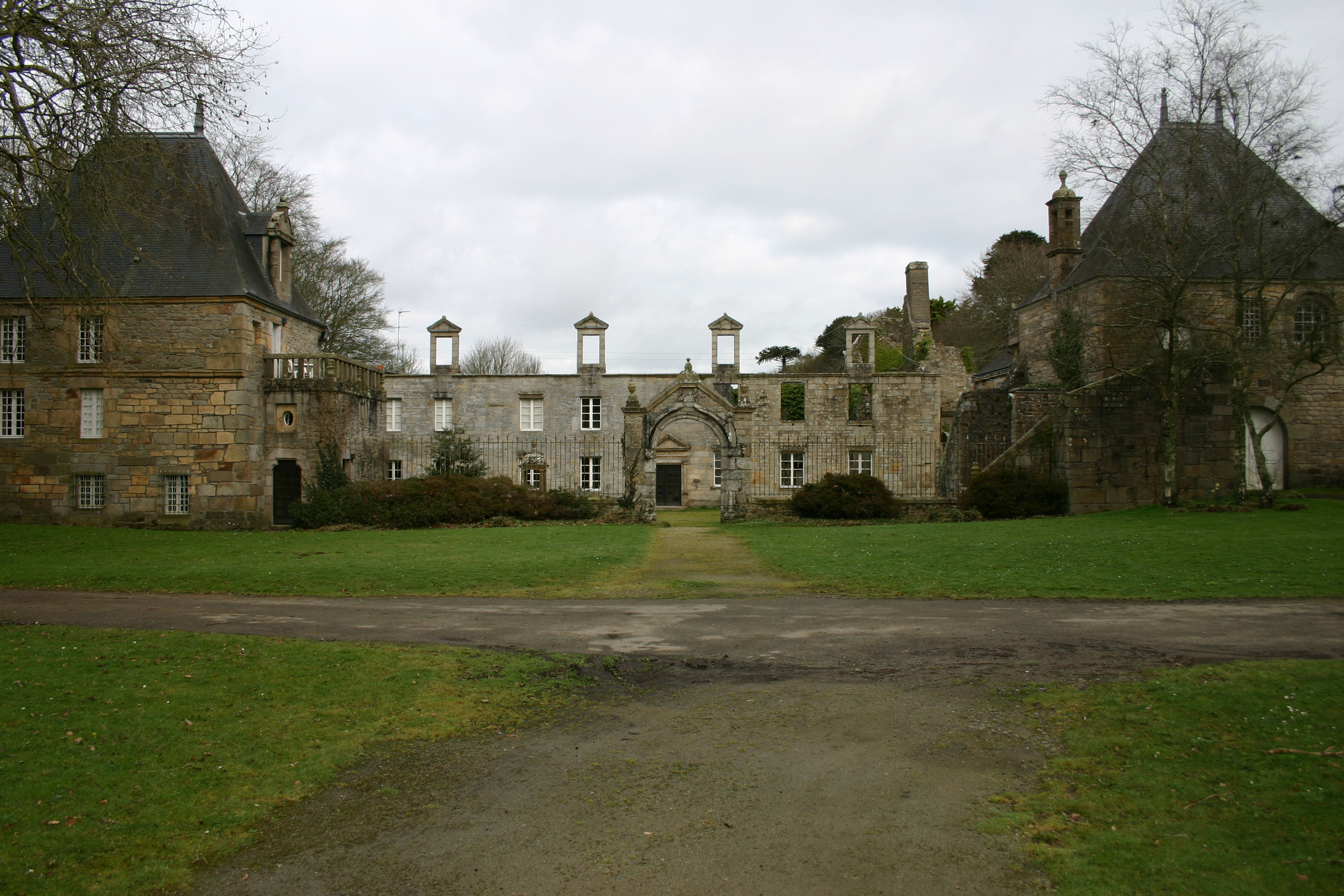
Усадьба Керуаль
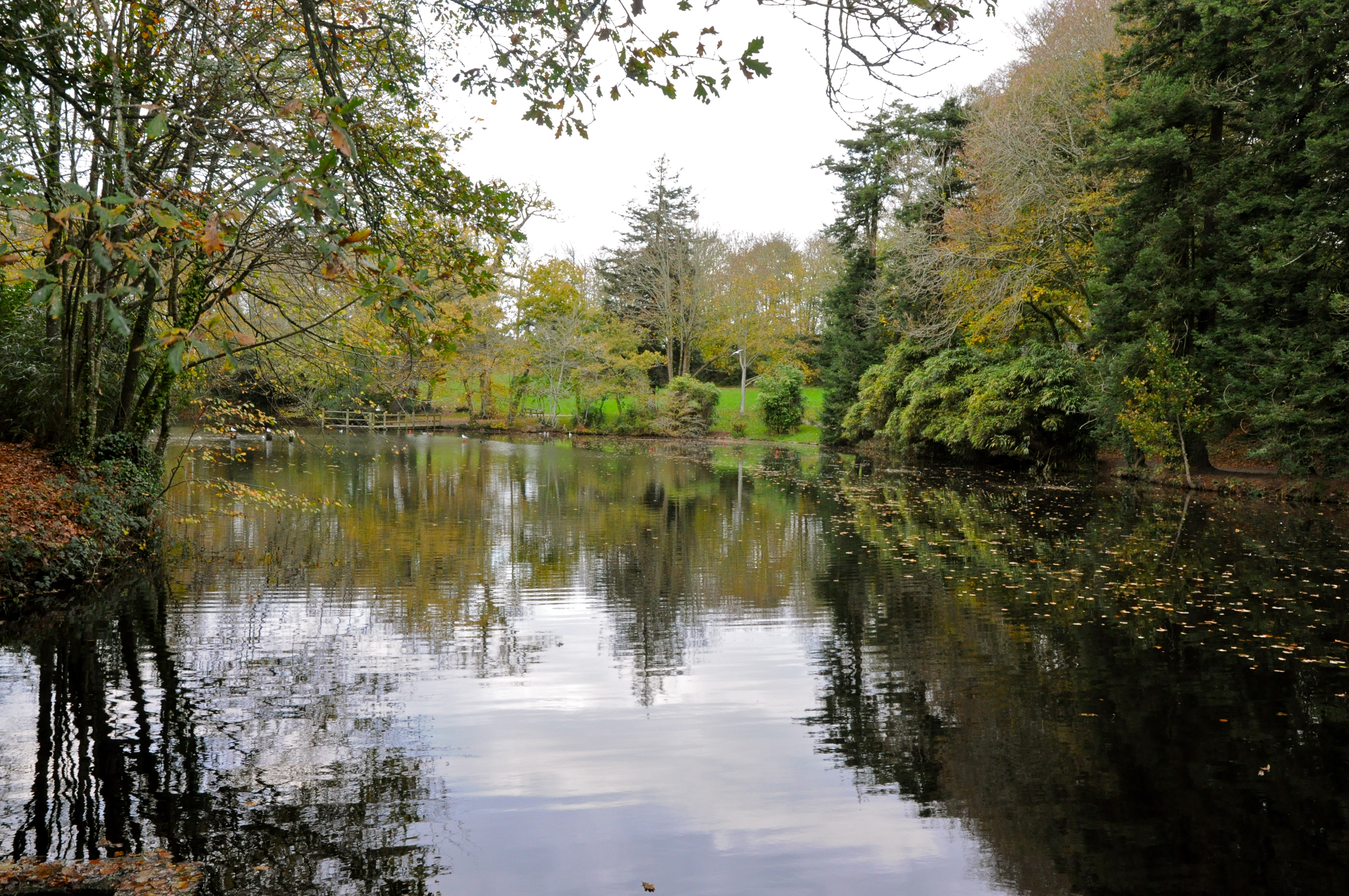
Пруд и парк Керуаль